# Saint-Ciers-sur-Gironde
Saint-Ciers-sur-Gironde [sɛ̃ sje syʁ ʒiʁɔ̃d] ist eine französische Stadt mit 3.128 Einwohnern (Stand: 1. Januar 2022) im Département Gironde in der Region Nouvelle-Aquitaine. Sie gehört zum Arrondissement Blaye und zum Kanton L’Estuaire. Die Einwohner werden Saint-Cyriens genannt.

## Geographie
Saint-Ciersa-sur-Gironde liegt am Ästuar der Gironde und an der Grenze zum Département Charente-Maritime, etwa 60 Kilometer nördlich von Bordeaux. Umgeben wird Saint-Ciers-de-Gironde von den Nachbargemeinden Saint-Bonnet-sur-Gironde im Nordwesten und Norden, Saint-Palais im Norden und Nordosten, Val-de-Livenne im Osten, Saint-Aubin-de-Blaye im Südosten, Braud-et-Saint-Louis im Süden sowie Saint-Estèphe, Saint-Seurin-de-Cadourne und Saint-Yzans-de-Médoc im Westen.

## Bevölkerungsentwicklung
| Jahr                       | 1962 | 1968 | 1975 | 1982 | 1990 | 1999 | 2006 | 2012 | 2020 |
| Einwohner                  | 2322 | 2156 | 2011 | 2917 | 2906 | 3095 | 3091 | 3059 | 3029 |
| Quellen: Cassini und INSEE |      |      |      |      |      |      |      |      |      |

## Sehenswürdigkeiten
- Neogotische Kirche Saint-Paulin-Saint-Cyr aus dem 19. Jahrhundert (um 1850 erbaut) (siehe auch: Liste der Monuments historiques in Saint-Ciers-sur-Gironde)
- Haus La Cassine
- Rathaus mit Park

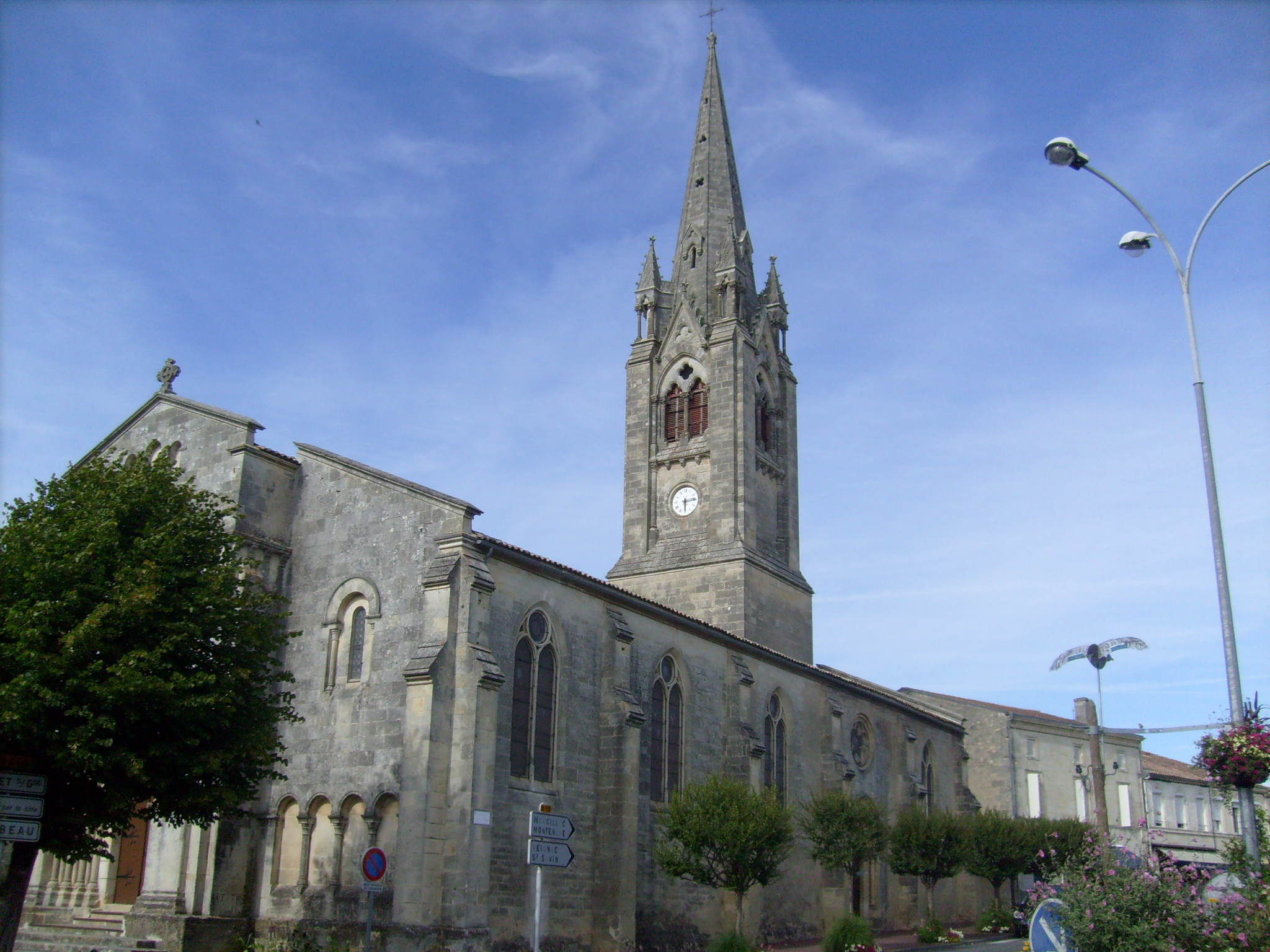
Kirche Saint-Paulin-Saint-Cyr
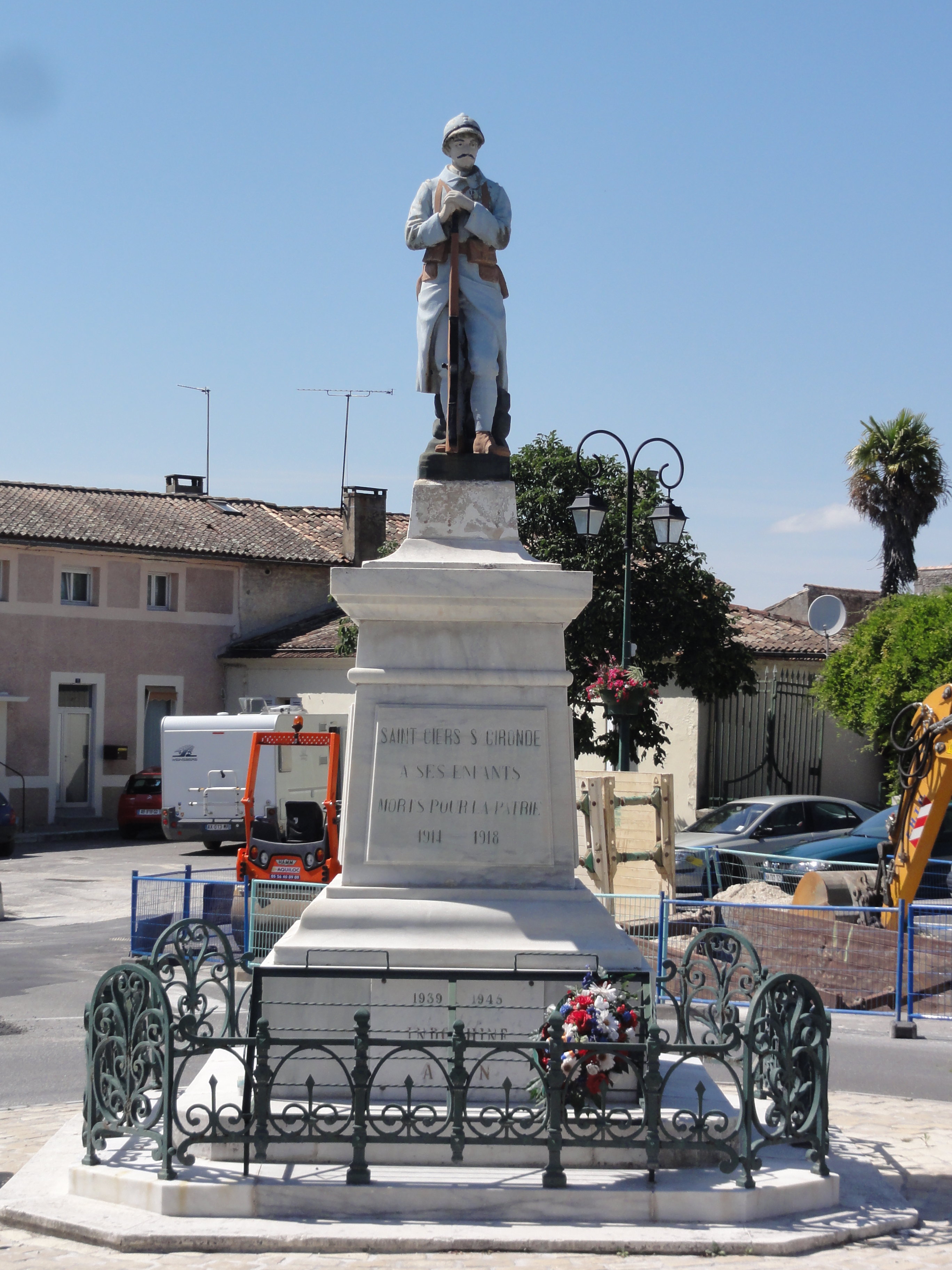
Gefallenendenkmal

## Gemeindepartnerschaften
Mit der rumänischen Gemeinde Ivăneţu im Kreis Buzău seit 1993 und mit der spanischen Gemeinde Orio im Baskenland seit 1994 bestehen Partnerschaften. 